# Parque Central (metro de Caracas)
Parque Central es una estación del Metro de Caracas, ubicada al este del casco central de la ciudad, sobre la Avenida Lecuna. Operativamente, es parte de la Línea 4 del sistema. Esta se encuentra en el extremo sur del  Complejo Urbanístico Parque Central, de allí su nombre.

## Características
Esta estación posee 16.060 metros cuadrados de construcción, es de tipo subterránea, cuenta con 2 niveles y un andén de tipo central. Su decoración interna es de color azul, que sugiere los ríos y manantiales que, en su momento, pasaron por la zona y, a su vez, hace alusión al color de la fachada de cristal de las Torres de Parque Central. A mediados del año 2008, se construyó una conexión, en esta estación, con el Sistema Metrocable de Caracas.
Hasta el año 2006, la única estación de metro que accedía al Complejo Parque Central, era la estación Bellas Artes, correspondiente a la línea 1 del sistema, y se accedía a través de un pasadizo subterráneo por debajo de la Avenida Bolívar.

## Salidas
Posee tres salidas:
- Av. Lecuna esquina con Av. Sur 19 (justo frente al Edificio Catuche)
- Av. Lecuna esquina entre Av. Sur 19 y Av. Sur 21, acera Norte (Edificio Tajamar, nivel Lecuna).
- Av. Lecuna esquina con Av. Sur 21 (Intermodal con el sistema Metrocable)

## Lugares de interés
- Complejo Urbanístico Parque Central, entre las Avenidas Bolívar (norte), Sur 17 (oeste), Lecuna (Sur) y Sur 25 (este).
- Teatro Teresa Carreño
- Ateneo de Caracas
- Museo de Los Niños http://www.maravillosarealidad.com